# Lac du Président Ríos
Le lac du Président Ríos (en espagnol : Lago Presidente Ríos) est un lac situé dans la région Aisén del General Carlos Ibáñez del Campo en Patagonie, au Chili. Il a été nommé en l'honneur de Juan Antonio Ríos, le président de la République du Chili de 1942 à 1946.
Situé au centre de la péninsule de Taitao, le lac s'étend à la fois sur le territoire du parc national Laguna San Rafael que sur celui de la réserve nationale Las Guaitecas